# Juan Ramón Rojo
Juan Ramón Rojo González es un antiguo integrante del organización terrorista ETA condenado por la Sala Segunda de la Audiencia Nacional por el asesinato de Francisco Gil Mendoza.

## Biografía
Juan Ramón Rojo es un terrorista español miembro del comando Donosti de la organización terrorista ETA.
Pasadas las diez y media de la noche del día 7 de agosto de 1991, encapuchado y armado con un subfusil, asesinaba a tiros en Irún (Guipúzcoa) a Francisco Gil Mendoza, de 27 años; mientras su hermano Alfredo, que se encontraba con él en la plaza de Urdanibia de la localidad guipuzcoana, consiguió huir antes de que lo asesinaran.Este asesinato lo cometió junto a Iñaki Recarte Ibarra y José Ramón Goñi Ruiz, hijo del ex gobernador civil de Guipúzcoa José Ramón Goñi Tirapu.
Fue detenido por la Guardia Civil el 29 de enero de 1992 en Basauri (Vizcaya) junto a Pedro Urra Guridi y otros 14 colaboradores.En la declaración ante el magistrado del Tribunal Central de Instrucción número 2 de Madrid, denunció los supuestos malos tratos recibidos en las dependencias de la Guardia Civil. En 1996 la Audiencia Nacional le condenó a 30 años de cárcel.
En 2004 contrajo matrimonio con la terrorista Idoia López Riaño cuando cumplía condena en la prisión de Daroca, en Zaragoza.
En 2013, el pleno de la Sala de lo Penal de la Audiencia Nacional ordenó su puesta en libertad al acordar su licenciamiento definitivo, pese a que en su día se le aplicó la llamada "doctrina Parot" y su salida de prisión no estaba prevista hasta 2022.
En 2023 fue proclamado candidato a las elecciones municipales de España en Irún por la candidatura de EH Bildu, ocupando el puesto 21 de dicha candidatura, poco después de la publicación de las candidaturas afirmó públicamente que no tomaría posesión del cargo si resultaba elegido.